# حيز السوائل
حيز السوائل (بالإنجليزية: Fluid compartments)‏ هو مُصطلح مفاهيمي يُقصد به تقسيم جسم الإنسان وسوائل الجسم الفردية إلى عدة مقصوراتٍ أو حجرات، حيثُ تُقسم إلى حيزين رئيسيين الحيز داخل الخلية والحيز خارج الخلية. الحيز داخل الخلية هو الحيز ضمن خلايا الكائن الحي، ويُفصل عن الحيز خارج الخلية بواسطة الغشاء الخلوي.

## الحيز داخل الخلية
يتكون السائل داخل الخلية من جميع السوائل الموجودة داخل الخلايا. معظم هذا السائل عبارة عن عصارة خلوية، وهي المكان الذي تُعلق فيه العضيات الخلوية. العصارة الخلوية والعضيات معًا يكونان السيتوبلازم. الغشاء الخلوي بمثابة الحاجز الخارجي. في الإنسان، الحيز داخل الخلية يحتوي على حوالي 28 لتر من السءال، وتحت الظروف العادية يبقي في توازن اسموزي، ويحتوي أيضًا على كمياتٍ معتدلة من أيونات المغنيسيوم والكبريتات.